# Eublemmoides apicimacula
Espèce
Synonymes
- Erastria apicimacula - Mabille 1880
- Eublemma truncata -Hampson, 1905

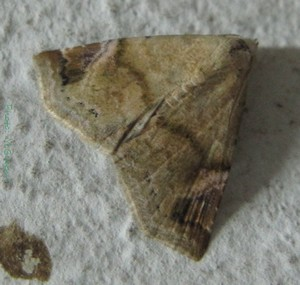
Eublemmoides apicimacula

Eublemmoides apicimacula est une espèce d'insectes de l'ordre des lépidoptères (papillons), de la famille des Noctuidae.
On peut l'encontrer en Afrique au sud du Sahara du Sénégal jusqu'en Afrique du Sud, y compris les îles de l'Atlantique et de l'Océan Indien, ainsi qu'au Yémen.